# François Antoine Joseph Nicolas Macors
François Antoine Joseph Nicolas Macors (Benfelden, 17 december 1744 - ?, 13 juni 1825) was een Frans militair. Macors, die uit adellijke familie uit de omgeving van Luik stamde, werd op 1 november 1759 cavalerist in het régiment de Nassau. In 1760 verwisselde hij de paarden voor de artillerie in de "brigade de Loyauté".
De met de Orde van de Heilige Lodewijk gedecoreerde en tot luitenant-kolonel opgeklommen Macors koos in 1789 de zijde van de vrijheid. In 1792 werd hij kolonel van het vierde regiment infanterie van de Franse marine. 
Macors was betrokken bij het neerslaan van de monarchistische opstand in de Vendée en werd daar door de afgevaardigden van het Franse parlement, de commissarissen Bourdon en Fontenay tot generaal benoemd. Het Comité de salut public onder voorzitterschap van Maximilien de Robespierre bevestigde de benoeming.
In 1801 inspecteerde generaal Macors de artillerie van Frankrijks bondgenoot, de Bataafse Republiek.
Volgens een door J.J. Cambier, agent van Oorlog van de Bataafse Republiek, afgegeven getuigschrift heeft Macors de Nederlandse artillerie verbeterd en de troepen "orde en spaarzaamheid" bijgebracht.
Op 29 november 1816 werd Macors door koning Willem I tot officier in de Militaire Willems-Orde benoemd. De generaal, die nu Lodewijk XVIII van Frankrijk diende, had zèlf om een onderscheiding gevraagd en het getuigschrift van Cambier overgelegd. Kanselier Jan Willem Janssens van de Militaire Willems-Orde beaamde in een advies aan de koning dat Macors, die hij als oude patriot ook persoonlijk had leren kennen, een "uiterst fatsoenlijk man" was.

Hoewel generaal Macors nooit aan gevechten heeft deelgenomen, lag in die dagen, toen de Militaire Willems-Orde nog een onderscheiding voor verdiensten was en nog niet uitsluitend voor dapperheid werd verleend, een benoeming in de Militaire Willems-Orde voor de hand.
Macors, die ook commandant en na 1815 grootofficier in het Legioen van Eer was, overleed in 1825.